# Wadim Iwanowitsch Petrow
Wadim Iwanowitsch Petrow (russisch Вадим Иванович Петров; * 17. Mai 1931 im Dorf Motkowo bei Moschkowo; † 31. Januar 2009 in Moskau) war ein sowjetisch-russischer Testpilot.

## Leben
Petrow wuchs in Dörfern nahe seinem Geburtsort auf und lebte ab 1947 in Kamen am Ob, wo er 1949 den Besuch der zehnklassigen Schule abschloss und in die Rote Armee eintrat. Er studierte an der Stalingrader Militärluftfahrtschule der Piloten in Nowosibirsk mit Abschluss 1952. Er diente dann im Karpaten-Militärbezirk der Luftstreitkräfte der Sowjetunion (WWS).
1959 wurde Petrow Testpilot auf dem Testflugplatz Nr. 4 in Achtubinsk und nahm an Testflügen der Mikojan-Gurewitsch MiG-17 und Mikojan-Gurewitsch MiG-19 sowie an verschiedenen Tests von Marschflugkörpern teil.
Von 1961 bis 1981 arbeitete Petrow als Testpilot im Staatlichen Rote-Armee-Forschungs- und Versuchsinstitut der WWS (GK NII WWS) in Achtubinsk. Er führte Testflüge der Überschallflugzeuge Mikojan-Gurewitsch MiG-21, Mikojan-Gurewitsch MiG-23, Mikojan-Gurewitsch MiG-25, Mikojan-Gurewitsch MiG-27, Suchoi Su-7, Suchoi Su-9, Suchoi Su-11, Suchoi Su-15, Suchoi Su-17, Suchoi Su-24, Jakowlew Jak-25 und Jakowlew Jak-28 durch. Sein Studium an der Achtubinsker Filiale des Moskauer Staatlichen Luftfahrtinstituts (MAI) schloss er 1971 ab. 1975 wurde er Vizechef des Flugdienstes des  GK NII WWS und 1978 Vizechef für Flugbetrieb des  GK NII WWS.
1981 wurde Petrow Chef der Flugdienstverwaltung des Ministeriums für Luftfahrtindustrie in Moskau und leitete die Arbeit aller Testfluggruppen der sowjetischen/russischen Luftfahrtindustrie. In dieser Zeit ging die Zahl der Flughavarien und -katastrophen deutlich zurück. 1993 wurde er als Generalmajor in den Ruhestand versetzt.
Petrow starb am 31. Januar 2009 in Moskau und wurde auf dem Friedhof Trojekurowo begraben. Sein Grabdenkmal schuf der Bildhauer Dmitri Tugarinow.

## Ehrungen, Preise
- Orden des Roten Sterns (1966)[2]
- Verdienter Testpilot der UdSSR (1970)[2]
- Held der Sowjetunion (!975) mit Medaille des Roten Sterns[2]
- Leninorden (1975)[2]
- Orden „Für den Dienst am Vaterland in den Streitkräften der UdSSR“ III. Klasse (1991)[2]